# On the Level
On the Level – ósmy album angielskiego zespołu Status Quo.

## Lista utworów
| 1.  | „Little Lady” (Parfitt)          | 3:01  |
|     |                                  |       |
| 2.  | „Most of the Time” (Rossi/Young) | 3:16  |
|     |                                  |       |
| 3.  | „I Saw the Light” (Rossi/Young)  | 3:37  |
|     |                                  |       |
| 4.  | „Over and Done” (Lancaster)      | 3:55  |
|     |                                  |       |
| 5.  | „Nightride” (Parfitt/Young)      | 3:50  |
|     |                                  |       |
| 6.  | „Down Down” (Rossi/Young)        | 5:24  |
|     |                                  |       |
| 7.  | „Broken Man” (Lancaster)         | 4:14  |
|     |                                  |       |
| 8.  | „What to Do” (Rossi/Young)       | 3:05  |
|     |                                  |       |
| 9.  | „Where I Am” (Parfitt)           | 2:43  |
|     |                                  |       |
| 10. | „Bye Bye Johnny” (Berry)         | 4:47  |
|     |                                  |       |
|     |                                  | 37:52 |
|     |                                  |       |

## Twórcy
- John Coghlan – perkusja
- Andy Bown – keyboard
- Alan Lancaster – gitara basowa, gitara, śpiew
- Rick Parfitt – gitara rytmiczna, śpiew
- Francis Rossi – gitara prowadząca, śpiew